# 西北野戦軍
西北野戦軍（せいほく-やせんぐん）は、中国共産党が国共内戦中に西北地域で編成した方面軍・軍集団級の部隊。西北野戦兵団を前身とし、後に中国人民解放軍第1野戦軍に発展した。

## 成立
1947年7月31日、中国共産党中央軍事委員会の決定により、西北野戦兵団は、西北野戦軍に改称された。

## 指揮官
1947年7月31日現在。
- 司令員兼政治委員：彭徳懐
- 副司令員：張宗遜
- 副政治委員：習仲勲
- 参謀長：張文舟
- 政治部主任：徐立清
- 副参謀長：王政柱

同時に、中共西北野戦軍前線委員会が組織され、彭徳懐が書記を務めた。

## 編制
1947年7月31日現在の編制。
- 第1縦隊
- 第2縦隊
- 教導旅
- 新編第4旅

8月初め、晋綏軍区第3、第4縦隊が西北野戦軍に編入され、総兵力は4万5千人に達した。

## 活動
8月6日、西北野戦軍は、楡林戦役を発動し、国民党軍胡宗南の10個旅団を北部に誘引して、晋冀魯豫野戦軍陳謝（陳賡・謝富治）集団の作戦行動に呼応した。8月20日、沙家店において、胡宗南の精鋭部隊である第36師主力6千人を撃滅し、内線防御から内線攻勢に転じた。9月14日～16日、岔口、関庄追撃戦を行い、国民党第1軍、第29軍の4千人を撃滅した。9月20日、警備第1旅、第3旅と騎兵第61師から西北野戦軍第4縦隊（司令員王世泰、政治委員張仲良）が編成された。9月25日～10月21日、第4縦隊は第2縦隊と会合して黄龍地区に挺進し、白水、石堡（現黄龍）、韓城、宜川等を占領した。この後、第2縦隊は晋南に入り、吉県を解放した。また、晋冀魯豫軍区第8縦隊と共に運城、安邑等を解放した。この間、西北野戦軍主力は、延清戦役を発動して、約8千人の敵軍を撃滅し、延長、延川、清間、子長、綏徳等の都市と延安東北部を解放した。10月11日、教導旅、新編第4旅から西北野戦軍第6縦隊（司令員羅元発、政治委員徐立清）が編成された。この間、西北野戦軍は、5個縦隊と1個直属山砲営まで発展し、総兵力7万5千人に達した。
1947年冬～1948年春、西北野戦軍は、「訴苦」（旧社会・反動派に労働人民の困苦を訴える）と「三査」（階級・工作・闘志の査察）を主要内容とする整軍運動を進行した。1948年1月上旬～中旬、中共西北野戦軍前線委員会拡大会議が召集され、野戦軍の外線作戦転移等が決定された。2月24日～3月3日、西北野戦軍は、5個縦隊を集中させて宣川戦役を発動し、国民党軍の第29軍、第27師、第90師の計5個旅団、2万9千人を撃滅した。宜川戦役後、西北野戦軍は、戦果を拡張するため、3月5日に南下し、黄龍山麓戦役を発動した。3月9日までに、富県、黄陵、宣君を占領し、蒲城に肉薄した。事後、一部兵力で洛川を包囲しつつ、主力は、4月中旬、西府、隴東に挺進した。5月中旬までに、約2万1千人の敵軍を撃滅し、西府と隴東地区を解放し、国民党軍の陝西における補給基地である宝鶏を破壊して、4月21日に延安を回復した。
1948年7月、晋綏軍区独立第10旅、第12旅から西北野戦軍第7縦隊（司令員彭紹輝、政治委員孫志遠）が編成された。同月、晋綏軍区第11、第14旅と騎兵旅から西北野戦軍第8縦隊（司令員姚喆）が編成された。両縦隊は、各々晋中と晋綏地区に分かれて作戦を行った。西府、隴東戦役後、東北、華東、中原及び華北の人民解放軍との協同で、西北野戦軍は、8月～11月の間、澄城、茘北及び冬季3次戦役を発動して、国民党軍5万9万千人を撃滅し、胡宗南の部隊を西北部に牽制しつつ、陝甘寧解放区を確固たるものとした。

## 消滅
1949年2月1日、中国共産党中央軍事委員会が1948年11月1日に発布した「全軍組織及び部隊番号の統一規定」と1949年1月15日付各野戦軍番号の序数排列への改称に関する決定に従い、西北野戦軍は、中国人民解放軍第1野戦軍に改称された。